# Феофан Сповідник
Феофан Сповідник (759, Константинополь — 12 березня 817; за ін. дан. 818, Самотракі) — візантійський чернець, богослов і літописець. Канонізований церквою.

## Життєпис
Народився у Константинополі. Належав до вищої константинопольської знаті, був сином префекта Егейських островів, який був родичем грецького імператора Костянтина Копроніма. Одружився з Іриною, з якою жив у непорушній чистоті. Пізніше став ченцем Сігріанського монастиря. Прихильник іконопоклоніння. 
У ранньому віці осиротів, і Візантійський імператор Костянтин V Копронім (Constantine V Copronymus) (740—775) почав стежити за його освітою і вихованням в імперському дворі. Феофан став ченцем незабаром після одруження і розлучення аристократичної жінки. Він заснував монастир біля Кізікуса (Cyzicus). Феофан побудував три монастирі і був ігуменом в одному з них. У 787 році брав участь у Другому Нікейському соборі, де захищав іконопоклоніння.
Між роками 810 і 814 Феофан, за запрошенням друга, відомого хроніста Георгія Сінкела (George Syncellus), написав свою головну роботу, «Хронографію» («Chronography»), серію анналів  візантійської, арабської та римської історії. Твір був продовженням роботи Георгія Сінкела. Твір «Хронографія» охоплює період з 284 до 813 і містить короткий щорічний опис подій та хронологічні таблиці, повні неточностей. Для написання своєї праці Феофан Сповідник використав деякі джерела, які не дійшли до нашого часу (зокрема так званий «Великий хронограф»). Хроніка періоду 769—813 — єдиний послідовний виклад історії Візантії та сусідніх країн. У творі Феофана Сповідника містяться цінні відомості про племена аварів, гунів і слов'ян (територію їхнього розселення, відносини з Візантійською імперією тощо). Особливо цінним (велика кількість фактичного матеріалу, незважаючи на деяку тенденційність у його поданні) є опис подій VIII — поч. IX ст., зроблений за власними спостереженнями Феофана Сповідника. Твір перекладений латинською мовою Анастасієм Бібліотекарем для включення до історичної компіляції.
У творі Ф.С. містяться численні згадки про слов’ян (давніх), аварів та булгар (протоболгар), які нападали на балканські володіння Візантії. Особливу цінність становить оповідь Ф.С. про болгар напередодні переселення частини їх на чолі з Аспарухом на Балкани з причорноморських степів. «Хронографія» (разом із «Короткою історією» сучасника Ф.С. патріарха Никифора) є одним з лише двох джерел, на яких ґрунтуються реконструкції постання Великої Болгарії у причорноморському регіоні, її нетривалого піднесення за часів правління хана Кубрата та розпаду під тиском Хозарського каганату в 2-й пол. 670-х рр.
У час правління імператора Лева знову набрало сили іконоборство. За те, що Феофан відмовився бути однодумцем імператора, йому дали 300 батогів і замкнули на два роки у в'язниці. Потім Феофана заслали на острів Самофракія, де він помер 817 року. Його святі мощі Бог прославив численними чудами.
- Пам'ять — 12 березня.